# Masjed Soleiman (gisement)
Le gisement pétrolier de Masjed Soleiman est un gisement pétrolier iranien situé dans la ville de Masjed Soleiman, dans la province du Khuzistan, au nord de la ville d'Ahvaz, It. C'est le premier champ de pétrole découvert au Moyen-Orient. Le champ est mature aujourd'hui et sa production est donc limitée. Le montant total des réserves prouvées du gisement de Gatchsaran est d'environ 6,5 milliards de barils (9 394 millions de tonnes) et il produit en moyenne 5 000 barils/jour. 367 puits ont été creusés pour exploiter le champ, et seuls 16 restent opérationnels.
Le propriétaire du champ est la National Iranian Oil Company (NIOC) et son exploitation confiée à la National Iranian South Oil Company (NISOC),,.